# Designated Sponsor
Als Designated Sponsor (deutsch: Betreuer) bezeichnet man einen Börsenmakler, der im XETRA-Handelssystem aktiv ist und die für den fortlaufenden Handel notwendige Liquidität der Aktien im Auftrag eines Emittenten als spezieller Market-Maker sicherstellt.

## Hintergründe
Die Aufgaben eines Designated Sponsors enthalten die des Market-Makers, gehen jedoch weit über diese hinaus und geschehen im Auftrag eines Emittenten.

### Liquiditätssicherung
Die Designated Sponsors sollen bei unzureichender Liquidität eines Titels selbige herstellen, um so regelmäßig aktuelle Kauf- und Verkaufspreise zu haben. Eine Aktie gilt dabei als liquide, wenn der durchschnittliche Orderbuchumsatz größer als 2,5 Millionen Euro pro Tag ist und der Xetra Liquidity Measure kleiner als 1 % ist (100 Basispunkte). Die Designated Sponsors haben also die Aufgabe, wenn zu wenig Handelsvolumen besteht, Aktien des entsprechenden Unternehmens regelmäßig selbst zu kaufen oder zu verkaufen. Dabei handeln diese auf eigene Rechnung, werden jedoch für ihre Tätigkeit von dem entsprechenden Unternehmen jährlich vergütet. Beim Stellen der An- und Verkaufspreise darf dabei eine maximale Geld-Brief-Spanne nicht überschritten werden. Diese richtet sich nach der Liquiditätsklasse eines Titels und liegt zwischen 2,5 % und 10 %.
Insbesondere beim Auftreten von Volatilitätsunterbrechungen sind die Designated Sponsors gefragt, in kürzester Zeit zu reagieren und einen passenden Kurs zu stellen. Dieses ist erforderlich, um die Liquiditätskriterien der Börse zu erfüllen und so ein gewünschtes Liquiditätsranking zu erreichen. Dabei muss derzeit zu mindestens 80 % der Volatilitätsunterbrechungen eine Teilnahme an der folgenden Auktion stattfinden.
Darüber hinaus muss an den täglichen regulären Auktionen eine Mindestteilnahmequote erreicht werden. So gibt es an der deutschen Börse täglich drei Auktionstermine, zu denen Wertpapiere, entgegen dem fortlaufenden Handel, durch das Sammeln von An- und Verkaufsgeboten in einem Orderbuch und der anschließenden Auktionspreisfeststellung gehandelt werden. Derzeit müssen zu mindestens 90 % dieser Auktionen Quotes gestellt werden.

### Investor-Relations-Unterstützung
Durch die intensive Betreuung der Wertpapiere erwirbt der Designated Sponsor Expertenwissen, das ihn für den Emittenten als Berater in börsen- und kapitalmarktrelevanten Angelegenheiten qualifiziert. Dabei zu erwähnen sind
- die Mitarbeit im Investor-Relations-Bereich (Roadshows, Conference Calls und Präsentationen),
- die Erstellung von Researchberichten, Analysen und Studien, speziell zu den betreuten Wertpapieren (siehe Finanzanalyse) und
- die Unterstützung bei der Aufstellung von Quartals- und Jahresberichten sowie Ad-hoc-Mitteilungen.

Eine weitere Aufgabe ist die Berichterstattung (Reporting) über seine Tätigkeit als Designated Sponsor, insbesondere der Entwicklung seiner Handelstätigkeiten.

### Anforderungen und Qualitätsüberprüfung
Der Einsatz ist für eine generelle Notierung an der Börse keine zwingende Voraussetzung, jedoch zwingende Voraussetzung zur Teilnahme am fortlaufenden Handel (sofern die Aktie nicht selbst super liquide ist, was nur wenige Aktien sind). Die Teilnahme am fortlaufenden Handel ist wiederum zwingende Voraussetzung, sofern ein Unternehmen in einen Auswahlindex der Deutschen Börse (DAX, MDAX, TecDAX oder SDAX) aufgenommen werden möchte. Die Deutsche Börse AG stellt dabei bestimmte Qualitätsansprüche an die zugelassenen Designated Sponsors, wobei ein Hauptaugenmerk auf der Qualität der gestellten Quotes liegt. Diese dürfen je nach Liquidität des Underlyings nicht von einer festgelegten Spanne zwischen Geld- und Briefkurs (Spread) abweichen. Außerdem soll die Einhaltung eines Quotierungsvolumens, also eines Mindesthandelsvolumens, garantieren, dass ein Wertpapier selbst in stark volatilen Marktphasen handelbar ist. Ein weiteres Qualitätskriterium ist die Reaktionszeit in der Auktion oder im fortlaufenden Handel auf so genannte Quoterequests der Marktteilnehmer.
Die Deutsche Börse AG prüft permanent die Einhaltung der Qualitätsanforderungen und erstellt quartalsweise ein Ranking aller Akteure, das jederzeit im Internet abgerufen werden kann.

### Vergütung und vertragliche Bindung
Eine feste Vergütung oder performanceabhängige Bezahlung durch den Emittenten ermöglicht dem Designated Sponsor die Erfüllung der ihm obliegenden Aufgaben. Als mögliche Einnahmequelle dient zudem der Spread bei gleichzeitigem An- und Verkauf von Wertpapieren. Jedoch resultiert aus der verpflichtenden Stellung von An- und Verkaufspreisen, insbesondere bei fallenden Aktienkursen, eher ein Verlustrisiko.
Spezielle Haftungsfragen werden bereits im Vertrag geregelt und sind zumeist auf einen bestimmten Betrag begrenzt. Standardmäßig wird festgelegt, dass bei Verstößen gegen die vertraglichen Pflichten, bei denen der Emittent einen Vermögensschaden erleidet, der Designated Sponsor in Regress genommen werden kann. Die sofortige Aufkündbarkeit des Vertrages durch den Emittenten ist möglich, sowohl wenn grobe Fahrlässigkeit vorliegt als auch bei Wegfall der Unternehmenszulassung eines Designated Sponsors.

## Zulassungsvoraussetzungen und Widerruf
Alle zum Handel in Xetra zugelassenen Kreditinstitute, Maklerunternehmen oder Wertpapierhandelshäuser können die Zulassung als Designated Sponsor bei der Frankfurter Wertpapierbörse (FWB) beantragen. Die Händler der jeweiligen Handelshäuser benötigen fundierte Markt- und Handelskenntnisse, um den Voraussetzungen zum Designated Sponsor gerecht zu werden und um seine Aufgaben ordnungsgemäß durchzuführen. Sollten sich grobe Verstöße gegen die leistungsmäßigen Verpflichtungen ergeben, so kann die Geschäftsführung der FWB das Mandat jederzeit widerrufen.